# 동방 로스트워드
동방 로스트워드(東方LostWord, とうほうロストワード)는 동방 프로젝트의 2차 창작 스마트폰에서 구동되는 RPG 게임이다. 기본 플레이는 무료 (일부 아이템 과금제)이며, 2020년 4월 30일에 출시되었다. 굿스마일컴퍼니 Next Ninja의 공동 프로젝트다.약칭은 「로스와」, 「동러와」, 「동방 LW」 등이 있다.

## 개요
동인동아리 상하이 앨리스 환악단에서 제작하는 동방 Project의 공인 2차 창작작품이다. 이 작품의 스마트폰용 2차 창작 뽑기 게임은 동방 캐논볼에 이은 2번째가 된다.2019년 7월 19일에 Next Ninja의 홈페이지상에서 발표되었다.
동방프로젝트가 좋아하는 사람에게 전달하는 것을 1차 목표로 하고 있으며, 동방팬의 이미지를 흐트러뜨리지 않기 위해 성우명을 표시하지 않기 위해 무상 PR메일을 보내지 않는 등 일반 소셜게임과는 다른 특이한 마케팅을 진행했다.
해외전개로는 2020년 10월 26일에 번체자 중국어판이 대만·홍콩·마카오, 글로벌(영어)판이 2021년 5월 11일에 세계 80개국, 2021년 9월 30일에 간체자 중국어판이 중국에 전달되었다.번체자 중국어판은 2021년 12월 30일로 서비스를 종료했다.

## 시스템
최대 6캐릭터의 팀을 편성하여 전투나 스토리를 진행하면서 아이템 등으로 캐릭터를 육성하는 것이 게임의 기본적인 흐름이다. 게임에는 하쿠레이 레이무, 키리사메 마리사 등 동방 Project 원작 캐릭터 및 동방 Lost Word의 독자적인 오리지널 2차 창작 캐릭터가 등장한다. 각각의 캐릭터에 대해 전투에서 사용할 수 있는 '스펠링 카드'가 존재하며 원작 슈팅 게임의 탄막 공격을 모티브로 하고 있다.
원작의 슈팅 게임에는 캐릭터 보이스가 없기 때문에, 유저 각각의 이미지에 맞추는 취지로, 각 캐릭터마다 3종류의 캐릭터 보이스가 선택할 수 있도록 되어 있다. 또, BGM에는, 종래부터 존재하는 2차 창작 악곡의 사용 허락을 받아 사용해, 캐릭터의 이미지에 어울리는 곡을 사용하고 있다고 한다.
뽑기에 해당하는 '오이노리'로 배출되는 것은 캐릭터와 장비품인 '그림표'의 2가지이다. '새전', '봉결정' 및 '신결정'이라는 이름의 아이템을 소비함으로써 뽑기를 돌리게 되는데, 이 중 '신결정'이 유상 아이템이며, 이 작품의 매니저는 '신결정'의 판매에 의해 이루어지고 있다. 또 일정 횟수 뽑기를 통해 특정 캐릭터를 손에 넣을 수 있는 이른바 '천장'이 설정되어 있다.

## 개발.반향
본 게임을 제공하고 개발하는 굿스마일컴퍼니와 넥스트 닌자는 스마트폰용 RPG '그랜드 서머너즈'를 이전부터 공동으로 운영해 왔다. "동방 Lost Word"의 개발 계기는 Next Ninja의 프로듀서 야마기시 마사유키가 IP작품을 손질하고 싶다고 굿스마일컴퍼니에 제안하면서 그 후 판원의 허가를 받았다.
원작이 되는 '동방 Project'는 ZUN 등의 동인 서클인 상하이 앨리스 환악단의 손에 의한 탄막계 슈팅 게임을 비롯한 동인 작품만을 가리키는 것이다. 동방 Project에는 ZUN씨 스스로 직접 제작에는 관여하지 않은 수많은 2차 창작 작품이 존재하고 있으며, 소재로 하는 컨슈머나 PC용 게임도 많이 발매되어 인기작도 많이 존재하고 있지만, 스마트폰용 작품에서는 2020년 전후까지 스마트폰용 게임에 대한 2차 창작 가이드라인이 명확하게 정해져 있지 않고, 원칙적으로 무료로 광고 수입에서도 과하면 NG라고 언급되었던 정도였다.
이 때문에 유료 과금 뽑기가 있는 작품은 당연히 공개적으로 만들 수 없는 상황에 있었던 것도 있고(현재는 스마트폰용 작품에 대한 가이드라인도 작성되고 있지만 유료 과금 뽑기 요소가 있는 2차 창작 스마트폰 게임은 개별적으로 허락을 받아야 한다. 과금 요소가 있는 듯한 동방의 2차 창작 스마트폰 게임에 '공인'이라는 글자가 들어가 있는 것은 주로 이것이 이유이다), 대박 작품이 없는 상황에 있었다.。
이런 가운데 '동방 Lost Word'의 운영은 기존 '동방 Project'의 팬들에 초점을 맞춘 마케팅을 통해 결과적으로 게임 사전등록자 수는 약 50만명이 되었으며 공식 트위터 팔로워 수는 약 25만명이 되었다. 2019년 7월 1일 티저사이트 개설 후 약 1년이라는 단기간 개발 후 2020년 4월 30일 출시됐다.발매 후에는 앱스토어의 무료 다운로드 랭킹 1위에 올라 지속적으로 세일즈 랭킹 TOP 50권 내에 진입하여 '스매시 히트급'의 작품이 되었다고 한다.